# Thubunaea leonregagnonae
Thubunaea leonregagnonae is een rondwormensoort uit de familie van de Physalopteridae. De wetenschappelijke naam van de soort is voor het eerst geldig gepubliceerd in 2017 door Garduño-Montes de Oca, Lopez-Caballero en Mata-Lopez.